# Alpinia subspicata
Alpinia subspicata är en enhjärtbladig växtart som beskrevs av Theodoric Valeton. Alpinia subspicata ingår i släktet Alpinia och familjen Zingiberaceae.
Artens utbredningsområde är Papua Nya Guinea. Inga underarter finns listade i Catalogue of Life.